# Listy Juniusza
Listy Juniusza – cykl artykułów anonimowego autora, które ukazały się w latach 1769-1772 w londyńskim piśmie Public Advertiser, a następnie zostały zebrane i wydane drukiem jako książka. Zawarto w niej 69 listów, 29 z nich skierowano do redakcji a 40 miało formę listu do konkretnego adresata (były to osoby publiczne zajmujące wysokie stanowiska). Autor krytykował w nich arystokrację i realia polityczne współczesnej mu Anglii, przeciwstawiając je pierwotnej demokracji sprzed najazdu Normanów. Listy te zostały uznane za arcydzieła angielskiego stylu epistolografii, porównywano je z Listami z Góry Rousseau i mowami Mirabeau. Autor listów część z nich poświęcił sprawie Johna Wilkesa, któremu dwukrotnie odmówiono mandatu w Izbie Gmin mimo zwycięstwa w wyborach. Krytyka zawarta w listach Juniusza miała wpływ na podanie się do dymisji ze stanowiska ministra Augustusa Henry’ego FitzRoya. Autor listów Juniusza do dziś pozostaje anonimowy.